# Часва (цар Сікайну)
Часва (*бірм. ကျစွ; 9 квітня 1323 — 1349) — 4-й володар царства Сікайн у 1339—1349 роках.

## Життєпис
Походив з шанської М'їнсайнської династії. Старший син Союна, володаря Сікайну, та Со Хнаунг (доньки паганського царя Чавсва). Народився 1323 року в Сікайні. Його батько помер у лютому 1327 року. З огляду на малолітство Часви владу захопив його зведений стрийко Тараб'я I, що одружився з матір'ю Часви. Тривалий час вважався ймовірним спадкоємцем, але не отримав офіційного статусу. 
1336 року Тараб'ю I було повалено власним сином Шветаунгтетом скинув свого батька і захопив трон. Проте Со Хнаунг за допомогою амати (міністра) Нанди Пак'яна сховала Часву та його братів у Міндоні на території царства Пінья. Протягом наступних трьох років Со Хнаунг, що можливо, навіть стала коханкою Нанди Пак’яна, інтригувала проти нового правителя. 1339 року війська узурпатора захопили Міндон, де Часву та його братів було відправлено до Сікайну. Але в цей час відбулося декілька заколотів, наслідком чого влада перейшла до Часви. 
Прийняв тронне ім'я Тірітрі Бхаванадітья Паварадхаммаяза. Призначив Нанду Пак'яна махасманом (першим міністром) і головнокомандувачем з титулом тубарит. Новий монарх фактично дозволив Нанди Пак’яну разом зі своєю матір'ю керувати державою. Його правління було переважно мирним. Він забезпечив мир з найважливішими сусідами, одружившись на Сопао, донькою короля Узани I, царя Піньї. Умови миру зберігалися при наступниках останнього. На півночі шанські вождіства вели війну за проти своїх імперії Юань, чим захищали Сікайн від монгольського вторгнення.
Збережені написи тієї епохи не повідомляють про особливих проблем під час його правління. Зберігав дружні відносини з буддійським духовенством, якому надавав привілеї та землі. Помер у березні 1349 року. Йому спадкував брат Норатха Мін'є.